# 特魯希略主教座堂 (秘鲁)

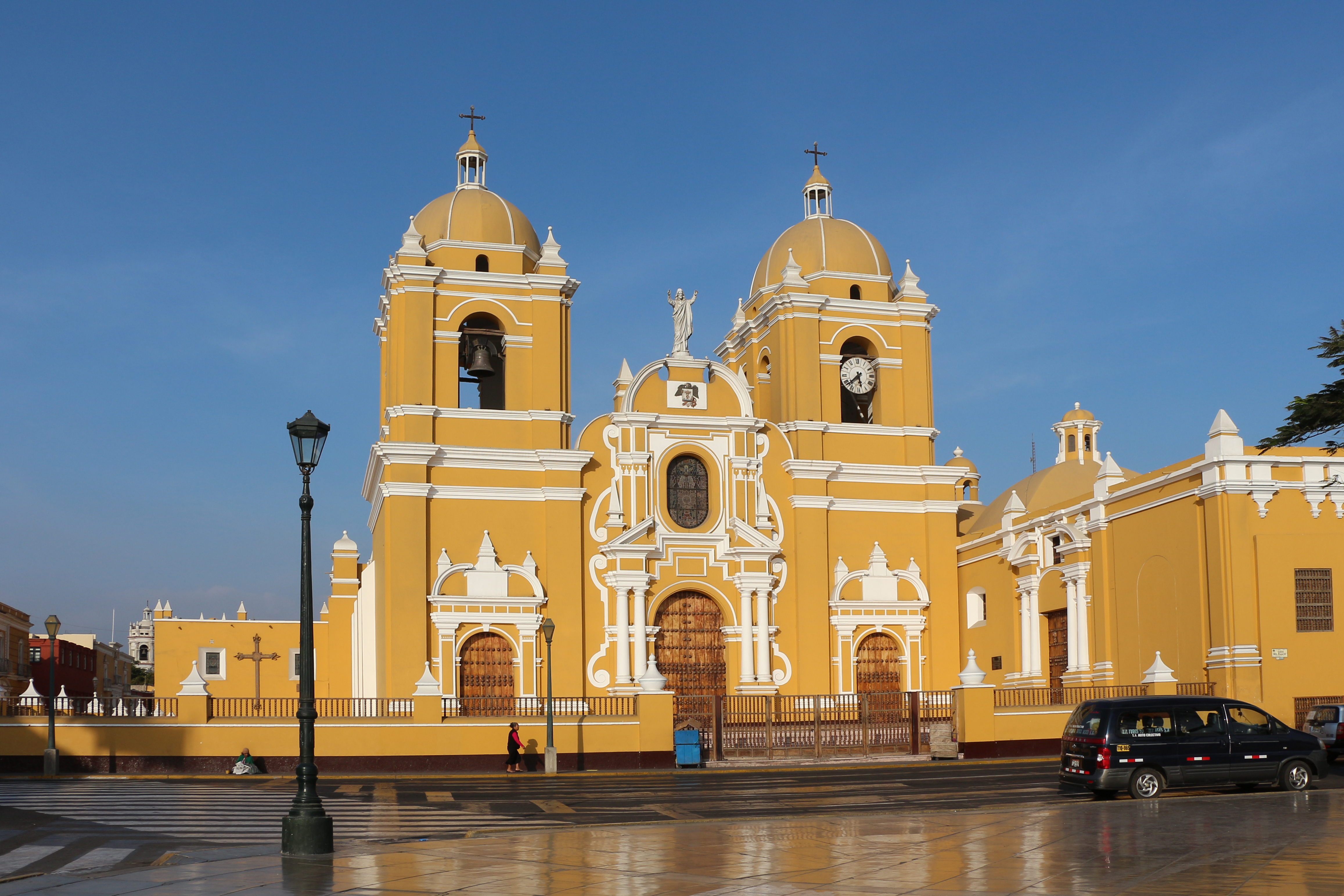
特魯希略主教座堂

圣母圣殿主教座堂（西班牙語：Catedral basílica de Santa María）又名特魯希略主教座堂（西班牙語：Catedral de Trujillo）是一座罗马天主教的宗座圣殿、主教座堂，建于1647–1666年，是天主教特鲁希略教区的主教座堂，位于秘鲁特魯希略的武器广场。

## 历史
1721年至1728年，特鲁希略主教座堂的乐长是作曲家罗克·塞鲁蒂（Roque Ceruti），来担任利马主教座堂的乐长。
西班牙画家莱昂纳多·贾拉米洛（Leonardo Jaramillo）创作的作品《柱子上的基督》（Cristo de la columna，1643年）位于该堂。